# Vinsebeck

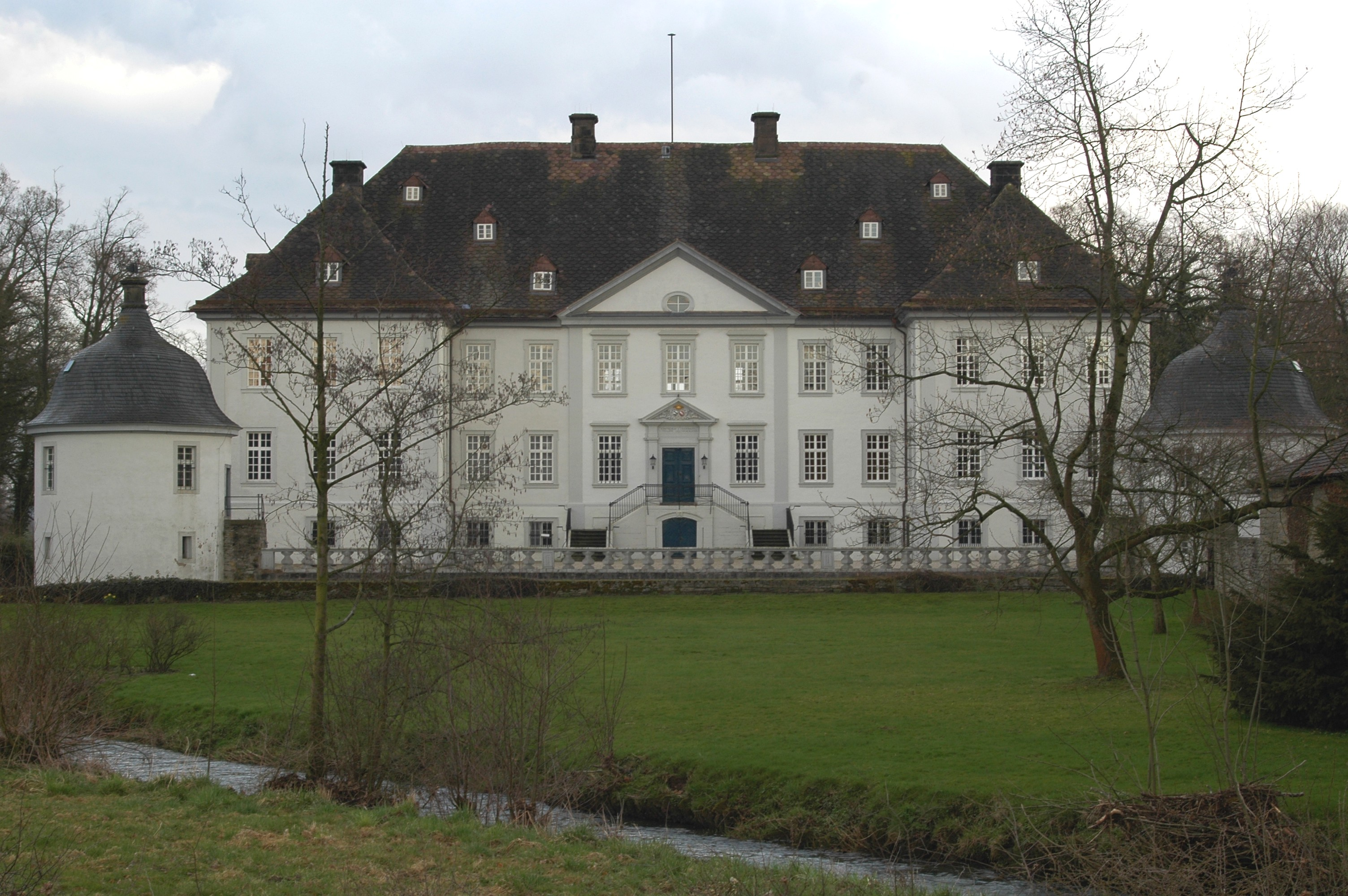
Schloss Vinsebeck am Heubach

Vinsebeck ist ein westlicher Stadtbezirk von Steinheim im Kreis Höxter, Nordrhein-Westfalen. Der Ort hat 1193 Einwohner (Stand: 31. Dezember 2021).

## Geschichte
Vinsebeck liegt am Westrand des fruchtbaren Steinheimer Beckens ca. 25 km nordöstl. von Paderborn, ca. 20 km südlich von Detmold und ca. 40 km südöstlich Bielefeld.
Um die Zeitenwende war in der Gegend des heutigen Vinsebeck der germanische Stamm der Cherusker angesiedelt. 'Hermann' der Cherusker vertrieb im Jahre 9 n. Chr. die Römer (Varus-Schlacht im Teutoburger Wald). Zur Zeit der Völkerwanderung um 500 drängten Sachsen von Nordosten in das Gebiet. Westlich der Weser fand sich 'Westfalen' und 'Engern', östl. der Weser 'Ostfalen', zudem kam es zu einer Einteilung in Gaue, um Steinheim war der Weti-Gau = Weizen-Gau, Lößboden. Mitte des 8. Jahrhunderts kamen die Eroberungs- und Christianisierungskriege der Franken auch bei Vinsebeck an, 783 fand die große Entscheidungsschlacht bei Detmold statt. 784 feiert Karl der Große Weihnachten in Schieder (14 km östlich). Die Einsetzung von Grafen als Reichsbeamte führt später zu erblichen Territorialherrschaften. In die Zeit um 800 fiel auch die Gründung von Bistümern, u. a. Paderborn. 80 % des Landes war damals Wald.
Die älteste bekannte Erwähnung des Namens Vinsebeck findet sich in einer Urkunde Kaiser Konrads II. vom 3. August 1031: Konrad schenkt der bischöflichen Kirche zu Paderborn das Gut Sannanabiki – das heutige Sandebeck – mit Besitzungen in elf genannten Orten in der Grafschaft Widukinds im Wetigau, darunter Villa Vinsebiki (…, ut predium Sannanabiki dictum in istis villis Hornan, Frodinctorp, Vinesbiki, Rafseti, Knechtahusun, Buckinhusun, Bennanhusun, Scuni, Berchem, Homan, Holthusun situm …). Die Deutung des Ortsnamens ist unsicher, eventuell (Hof am) Bach des Winno. 1237 existierte in Vinsebeck eine Pfarrei: Henricus plebanus (Pfarrer) in Vinsbike wird als Zeuge in einer Urkunde des Bischofs Bernhard IV. von Paderborn genannt. 1242 wird in einer Urkunde des Grafen Volkwin IV. von Schwalenberg ein Hildeboldus de Vinsbeke erwähnt. Bis ca. 1350 herrschten verschiedene Lehnsherren über das Gebiet. Die Pest führte zur Entvölkerung der Gegend.
Ab 1350 baute das Adelsgeschlecht von der Lippe ein herrschaftliches Haus in Vinsebeck, möglicherweise in der Nähe der Bleiche. Einwohner mit eigenem Ackerland wurden unterteilt in Meier (vier Pferde) und Halbmeier (zwei Pferde); ohne eigenes Land waren sie Kötter (eigenes Haus), Häuslinge und Einlieger (Mieter). Später gab es auch Neubauern (auf Gemeindeland). Der Hofdienst wurde umsichtig in drei Rotten ausgeführt, dieser Begriff kommt noch heute in Schützenverein vor. Auf gewisse Verteidigungsanlagen deuten die Lamwert (= Landwehr) im Norden und die Schanze im Süden hin, letztere auch mit Wall gegen plötzliche Fluten aus dem Siek 'Pleistern'. Ab dem 15. Jahrhundert führten Erb- und Familienstreitigkeiten des Adels und der Ritterschaft zu verheerende Streitigkeiten wie der Eversteinische Fehde und der Soester Fehde. Die Grafen von der Lippe hatten 1587 die Kriminalsgerichtsbarkeit inne (Flurnamen Galgenkämpen, Galgenbusch). In dieser Zeit wurde die Stina Werneke als Hexe verbrannt.
Nach Übertritt des Geschlechtes von der Lippe zum Protestantismus 1605 wurde die jetzige Dorfkirche erbaut mit angebauter Begräbniskapelle (diese 1850 zu Chor umgewandelt). Im Zuge der Gegenreformation 1662 wurde die Herrschaft und damit auch die Dorfbevölkerung sowie Kirche wieder katholisch (St. Johannes). Der Kirchenbau wurde 1668 durch zwei große Kreuzflügel erweitert. Außen schlicht, bietet er innen prächtige Barockaltäre und Renaissance-Epitaphien. Der jetzige Turm folgte 1740. Im Dreißigjährigen Krieg wurden aufgrund der Zerstörungen Dörfer und zum Teil auch deren Rodungen aufgegeben und bewaldeten sich wieder (heute als Wüstungen bezeichnet). Außerdem kam es zu Raubzügen des 'Tollen Christian' von Braunschweig und Truppen Tillys. Kurze Zeit später, 1672, suchten Cholera und Ruhrepidemien das Gebiet heim, in Vinsebeck wird seit Ende der Epidemien eine Lobeprozession (Gelöbnis-Prozession) zum Fest Johannes’ Enthauptung, 29. August, veranstaltet.
Prägend für die Entwicklung von Vinsebeck waren die Herren und Freiherren von der Lippe, die 1720 das Wasserschloss als Familiensitz errichteten. Justus Wehmer aus Hildesheim ließ 1721 das Schloss im Spätbarock- bzw. Régance-Stil bauen. Im Siebenjährigen Krieg lagen 1761 11.000 Franzosen auf den Höhen von Nieheim über Vinsebeck bis Horn gegen alliierte Hannoveraner und Engländer, sie zogen jedoch ohne Schlacht ab. Daher stammt vermutlich der Name Frankenberg. Nachdem das Geschlecht von der Lippe 1767 ausgestorben war, fiel die Herrschaft durch Vererbung an Familie Wolff Metternich zur Gracht (Wolff / Hofgeismar eingeheiratet in Metternich / Mittelrhein, nach Bau des Sitzes zur Gracht in Liblar b. Erftstadt jetziger Name). Als erster Graf konnte 1796 Reichsgraf Werner Wolff Metternich zur Gracht auf Schloss Vinsebeck einziehen.
Vinsebeck gehörte vom Mittelalter bis zu den Napoleonischen Kriegen zum Amt Steinheim im Hochstift Paderborn. Der Ort fiel 1803 zusammen mit dem Hochstift Paderborn an das Königreich Preußen, dem er zunächst nur bis 1806 angehörte. Vinsebeck fiel 1807 an das Königreich Westphalen, das durch Napoleons Bruder Jérôme Bonaparte von Kassel aus regiert wurde. Im Königreich Westphalen gehörte die Gemeinde Vinsebeck von 1807 bis 1813 zum Kanton Steinheim im Distrikt Höxter des Departements der Fulda. Während der Befreiungskriege kamen 1813 preußische Truppen mit Kosaken nach Vinsebeck. Von 1813 bis 1815 gehörte Vinsebeck zum preußischen Generalgouvernement zwischen Weser und Rhein. Die Gemeinde wurde 1816 dem neuen Kreis Brakel zugeordnet, der 1832 in den Kreis Höxter eingegliedert wurde. Im Kreis Höxter gehörte Vinsebeck zum Amt Steinheim, das bis in die 1930er Jahre mit dem Amt Nieheim das Doppelamt Nieheim-Steinheim bildete.
Nachdem Anfang des 19. Jahrhunderts nach Auseinandersetzungen mit dem Adel die Leibeigenschaft in Preußen abgelöst worden war, folgte 1850 die endgültige Ablösung aller Dienste und Realabgaben an das Haus von der Lippe. Mitte des 19. Jahrhunderts begann der Abbau in den Steinbrüchen 'Rote und Graue Kuhle' im Vinsebecker 'Buntsandsteindom' (unterirdische Gesteinsanlagen). – Kalksteinbruch, harter Wellenkalk, im 'Flimmick' bis  Ab 1876 wurde Gips bei Wintrup abgebaut, zunächst für Düngung im Tagebau, nach 1945 als Zementzuschlag im Untertagebau. Nach dem Einbruch des Untertagebaus wurde der Abbau 1966 aufgegeben. Nach Beginn des Abbaus in den Steinbrüchen im Baumerstal 1870 entstanden erste Bruchsteinhäuser, vorher gab es nur Fachwerk. Ab 1900 wurden erste Backsteinhäuser errichtet. Die alte Schule (heutige Volksbank) wurde 1877 gebaut. Die Große Neuordnung der Flur folgte 1882, viele Wege und unproduktive Flächen wurden dabei der Gemeinde übergeben.
Als 1905 die Förderung von Mineralwasser sehr guter Qualität begann, wurden Pläne für ein Kurbad geschmiedet, die allerdings stecken blieben. 1921 wurde Vinsebeck elektrifiziert, fünf Jahre später wurde die neue Volksschule gebaut. Als erste Straße im Dorf wurde 1939 die Landstraße nach Steinheim geteert. Im gleichen Jahr brannte die Obermühle ab, die zuletzt zentraler Dreschplatz und Sägemühle mit Wasserrad und Dampfmaschine gewesen war. Vinsebeck wurde am 5. April 1945 nach kurzen Kämpfen von amerikanischen Truppen eingenommen. Dabei fiel ein deutscher Soldat, drei wurden verwundet. Die gefangenen deutschen Soldaten standen mit den Händen hinter dem Kopf an der Mauer gegenüber Schneiders Haus. Nach Kriegsende wurde 1950 auch die Hauptstraße geteert. Im gleichen Jahr trat der Spielmannszug Vinsebeck auf dem Schützenfest zum ersten Mal öffentlich auf. Aus einem Brunnen am Elschenberg erfolgte seit 1954 die zentrale Wasserversorgung, Kanalisation und Kläranlage wurden 1961 in der Bülte aufgebaut, diese wurde ca. 1981 aufgegeben und an Steinheim angeschlossen. Für den Straßenausbau fiel 1966 die alte Eichenalle am Ortseingang von Steinheim her.
Am 1. Januar 1964 trat Vinsebeck Gebietsteile an die neue Gemeinde Vordereichholz ab.
Am 1. Januar 1970 wurde Vinsebeck durch das Gesetz zur Neugliederung des Kreises Höxter in die Stadt Steinheim eingegliedert. Dabei wurden Straßennamen eingeführt. 1969 wurde zudem die Friedhofskapelle errichtet, vorher gab es nur die Aufbahrung zu Hause. Nach 110 Jahren wurde 1976 das sog. Kloster (Außenstelle des Ordens der Armen Dienstmägde Christi, Mutterhaus in Dernbach/Westerwald) aufgegeben und der Fachwerkbau abgerissen. Die Schwestern unterhielten auch die sog. Spielschule. Vorgängerin vom Kindergarten. Die Kapelle dagegen blieb bestehen. Heute ist auf dem Gelände ein Kindergarten. 1976 wurde auch die Müllabfuhr eingeführt. In den Jahren 1968–76 beendeten die Steinbrüche den Abbau. Für die neue Ortsdurchfahrt wurden 1977/88 sieben Häuser abgerissen, alte Bäume entfernt und die Kirchhof- und Schloßparkmauer zurückgesetzt. Unterirdische Versorgungsleitungen wurden in dieser Zeit angelegt und eine neue Straßenbeleuchtung installiert.
2007 erfolgte der zweizügige Aus- und Umbau der Schule zur Gemeinschaftsgrundschule Steinheim-Südwest An den Linden für Grundschüler aus Vinsebeck, Bergheim, Sandebeck, Grevenhagen und Ottenhausen. Im Jahr 2010 wurde erstmals ein Geburtenstein mit den Namen der im letzten Jahr geborenen Kinder aufgestellt und eine Eiche am Eichholzer Weg gepflanzt. Der Eintrag ist freiwillig, Sponsor ist die Mineralbrunnenfirma Schöttker (Graf Metternich-Brunnen). 2012 wurde der erste Bürgerradweg in Richtung Horn eröffnet.

### Einwohnerentwicklung
| Jahr | Einwohner |
| ---- | --------- |
| 1910 | 738       |
| 1925 | 760       |
| 1933 | 875       |
| 1939 | 863       |
| 1970 | 1.063     |
| 1979 | 1.230     |
| 1989 | 1.258     |
| 2000 | 1.405     |
| 2010 | 1.293     |

| Jahr | Einwohner |
| ---- | --------- |
| 2011 | 1.266     |
| 2014 | 1.265     |
| 2015 | 1.246     |
| 2016 | 1.228     |
| 2017 | 1.205     |
| 2018 | 1.241     |
| 2019 | 1.193     |
| 2020 | 1.206     |
| 2021 | 1.193     |

## Sehenswürdigkeiten
Zu den Sehenswürdigkeiten der Ortschaft gehören die Pfarrkirche St. Johannes Baptist sowie das Schloss Vinsebeck der Grafen von Wolff-Metternich, welches im 18. Jahrhundert von den Freiherren von der Lippe erbaut wurde und mit seiner weißen Fassade schon für zahlreiche Spielfilme als Kulisse diente. Hier entstand u. a. 1957 der Hans-Albers-Film Der tolle Bomberg. Auch die verstorbene Herausgeberin der Zeit, Marion Gräfin Dönhoff, verbrachte hier einen Teil ihres Lebens, nachdem sie vor der Roten Armee aus Ostpreußen geflohen war. Das Schloss befindet sich weiterhin in Familienbesitz der Grafen von Metternich und dient heute als Wohnsitz eines Angehörigen der gräflichen Familie.
Das Wasserschloss Vinsebeck gilt als eines der schönsten Schlösser Westfalens. Der Barockbau aus dem Jahre 1720 steht auf einer quadratischen Insel, die von einer 17 m breiten, wassergefüllten Gräfte umgeben ist. Zu der terrassenförmigen Fläche vor der Hauptfront gelangt man über eine seitliche Brücke. Der das Schloss umgebende Garten mit Neptunbrunnen und Steinfiguren ist nur noch teilweise in seinen barocken Formen erhalten. Die Innenausstattungen des Italienischen Zimmers, des Driburger Zimmers, des Grünen Zimmers, des Mohrenzimmers und des Chinesenzimmers sind weitgehend bauzeitlich erhalten und machen den Reiz des Schlosses aus. Das Schloss ist Eigentum von Simeon Graf Wolff Metternich.
Regionale Bedeutung und Bekanntheit haben auch die Vinsebecker Graf Metternich Mineralquellen.
Direkt am Ufer des Heubachs steht eine Eiche mit einem Brusthöhenumfang von 7,10 m (2014).

## Vereine
Wichtig im Vereinsleben des Dorfes sind der Luftsportverein Egge, TuS Vinsebeck, der Spielmannszug Vinsebeck, der Musikverein Leopoldstal-Vinsebeck sowie die St.-Josef- und St.-Johannes-Schützenbruderschaften, die im jährlichen Wechsel das örtliche Schützenfest ausrichten. Am 1. Mai eines jeden Jahres findet das traditionelle Königsschießen statt, zu Pfingsten folgt dann das eigentliche Schützenfest.
Die Freiwillige Feuerwehr der Stadt Steinheim ist im Ort durch die Löschgruppe Vinsebeck vertreten. Aktuelles Einsatzfahrzeug ist ein TSF-W vom Fahrzeugtyp Iveco Daily mit dem Funkrufnamen „Florian Steinheim 09-TSFW-1“. Das Fahrzeug wurde im Jahr 2012 neu angeschafft und hat folgende besondere Beladung: 750 l Wassertank, 60 l Schaummittel, pneumatischer Lichtmast.

## Infrastruktur

### Verkehr

#### Straßenverkehr
Durch den Ort führen die in West-Ost-Richtung verlaufende Landesstraße L 616, die Vinsebeck mit den nahegelegenen Bundesstraßen B 1 bei Horn und B 252 bei Bergheim verbindet, sowie die in Nord-Süd-Richtung verlaufende Landesstraße L 827, die von der L 616 Richtung Steinheim, Schwalenberg und Rischenau führt.
Die Anschlussstelle Paderborn-Elsen der Bundesautobahn A 33 ist von Vinsebeck etwa 33 km entfernt, die Anschlussstelle Warburg der A 44 etwa 51 km.

#### Öffentlicher Personennahverkehr
Im ÖPNV bedient die go.on Gesellschaft für Bus- und Schienenverkehr mbH Vinsebeck stündlich mit den Buslinien R76 (Steinheim – Bad Driburg) und R83 (Steinheim – Nieheim) den Ort. Während der Hauptverkehrszeiten bieten die Karl Köhne Omnibusbetriebe GmbH zudem einzelne Verbindungen der Linie 776 (Steinheim – Detmold) an. Im Schulverkehr wird zudem die Linie 729 angeboten, die ausschließlich der Schülerbeförderung zur Waldorfschule und August-Hermann-Francke-Schule in Detmold dient.
Die nächstgelegenen Bahnhöfe befinden sich in Steinheim (Bahnstrecke Hannover – Altenbeken) mit stündlicher Bedienung der S-Bahnlinie S 5 Paderborn – Altenbeken – Hameln – Hannover Hbf – Hannover-Flughafen sowie in Sandebeck (Bahnstrecke Herford – Himmighausen) mit stündlicher Bedienung der RB 72 „Ostwestfalen-Bahn“ Herford – Detmold – Altenbeken – Paderborn.
Im Öffentlichen Personennahverkehr der Region gilt der WestfalenTarif, darüber hinaus zudem auch der NRW-Tarif.

#### Luftfahrt
Der Ort hat am Frankenberg gelegen das Segelfluggelände Vinsebeck-Frankenberg.
Der Flughafen Paderborn-Lippstadt ist von Vinsebeck etwa 50 km entfernt.

#### Radverkehr

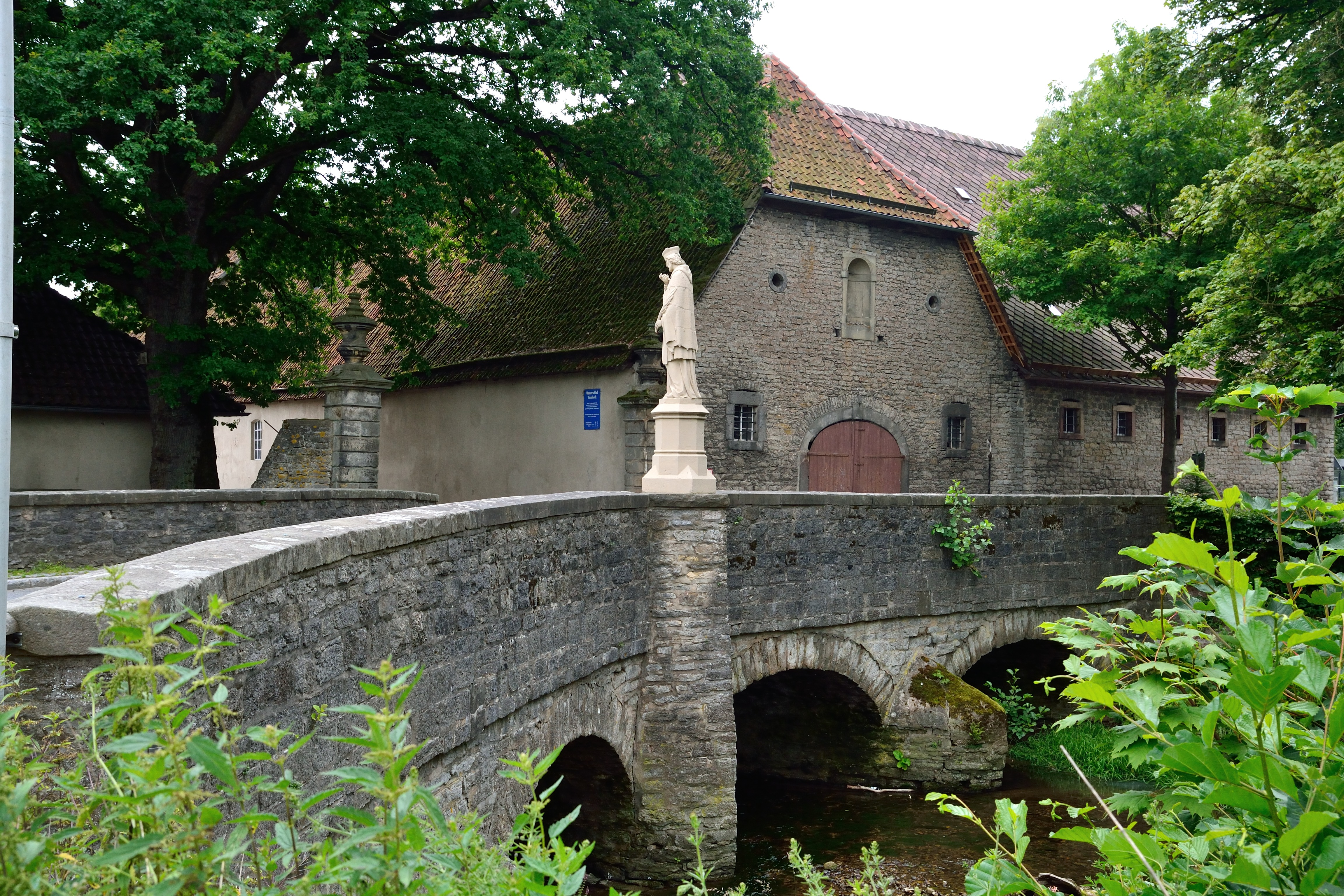
Brücke über den Heubach beim Schloss Vinsebeck

Durch den Ort verläuft der Europaradweg R1 entlang des Heubachs.

### Medien
In der Region erscheinen montags bis samstags die Tageszeitungen Neue Westfälische und Westfalen-Blatt, die im Lokalteil über Ereignisse aus dem Kreis Höxter berichten und zudem über einen Mantel verfügen, den sie aus ihren Zentralredaktionen in Bielefeld beziehen.
Vinsebeck fällt in das Berichtsgebiet des Regionalstudios Bielefeld des WDR und gehört zudem zum Sendegebiet von Radio Hochstift, einem der 45 Lokalradios von Radio NRW.

## Söhne und Töchter des Ortes
- Anton Riesel (* 9. Juni 1917, † 30. Oktober 2017), Heimatdichter und Autor
- Antonia Klaholz (1922 – 2012), Dichterin und Autorin
- Ferdinand Rüther (1926–2022), Biologiedidaktiker und Hochschullehrer
- Beatrix Sassen (* 1945), Bildhauerin